# リーバ
リーバ (Gruppo Riva) は、イタリアの鉄鋼メーカー。本社をミラノに置く。
コーラスが買収されたことで、欧州連合 (EU) ではアルセロール・ミッタルに次ぐ第2位の鉄鋼メーカとなった。
2007年の粗鋼生産量は1790万トンで世界14位。